# Luís Falcão, Capitão de Ormuz e de Diu
Luís Falcão (século XVI) foi um militar português.

## Biografia
Foi um dos Capitães da Esquadra com que Nuno da Cunha pretendeu tomar Diu. Distinguiu-se em vários combates desta expedição.
Foi Capitão-Mor de Ormuz, onde teve escandalosas aventuras amorosas, e, mais tarde, também de Diu.